# Іваненко Яким Захарович
Іване́́нко Яки́м Заха́рович (нар. 9 вересня 1892, Одеса, Херсонська губернія — пом. 22 листопада 1921, містечко Базар, Базарська волость, Овруцький повіт, Волинська губернія) — старший писар куреня польової варти 4-ї Київської дивізії Армії УНР, учасник Другого Зимового походу.

## Життєпис
Народився 9 вересня 1892 року в Одесі Херсонської губернії в українській селянській родині. Закінчив 2 класи народного училища.
Працював канцеляристом.
Не входив до жодної партії (в графі про партійність записано: «рос. не состоял, но сочувствую учению Маркса»).
В Армії УНР із 1919 року.
Служив старшим писарем.
Інтернований у табір села Стшалково.
Під час Другого Зимового походу — старший писар куреня польової варти 4-ї Київської дивізії.
Потрапив у полон 17 листопада 1921 року.
Розстріляний більшовиками 22 листопада 1921 року у місті Базар.
Реабілітований 25 березня 1998 року.

## Вшанування пам'яті
- Його ім'я вибите серед інших на Меморіалі Героїв Базару.